# Láz nyelv
A láz nyelv (lázul lazuri, ლაზური vagy lazuri nena, ლაზური ნენა) a láz nép nyelve, amelyet a Fekete-tenger délkeleti partvidékén beszélnek.
ISO 639-3 kódja lzz.
A láz (mint a legtöbb kaukázusi nyelv) bővelkedik a mássalhangzókban, kevés benne a magánhangzó és rendkívül gazdag morfológiával rendelkezik.

## Rokonsága
A dél-kaukázusi (kartvéli) nyelvek közé tartozik, legismertebb közeli rokona a grúz nyelv. Gyakran azonosnak tekintik a mingrél nyelvvel; az Ethnologue szerint viszont mivel a két nyelv több mint 500 éve elvált egymástól, így beszélői egymást nem értik, tehát a láz külön nyelv. Egyesek a lázt és a mingrelt a kartvéli csoporton belül a zan nyelv regionális változataiként tartják számon. A láz etnikum földrajzilag jórészt elszakadt a dél-kaukázusi csoport többi tagjától: azokat jobbára Grúziában, a lázt inkább Törökországban beszélik.

## Beszélői
A láz nyelv beszélőinek számát illetően az adatok ellentmondásosak. Az Ethnologue-nak az 1980-as évek elejéről származó (tehát régi) adatai szerint a láz etnikumúak száma Törökországban 92 000, de csak 30 ezren beszélik a lázt, Grúziában 2000 a lázok száma (a nyelvet beszélők számáról itt nem szerepel adat). A törökországi beszélők mintegy 95%-a törökül is beszél. A Silvia Kutscher tanulmányvázlatában ismertetett becslések a láz beszélőinek számára nagyon széles sávban, 45 ezer és 500 ezer között szóródnak (megemlíti, hogy a török népszámlálások erről nem szolgálnak adatokkal). Ugyanakkor a lázt veszélyeztetett nyelvnek tartja.

## Láz írás
Az Ethnologue szerint a láz sem Törökországban, sem Grúziában nem írott nyelv. Ezzel szemben az interneten elérhetők láz nyelven, láz ábécével írott szövegek.
A fő nehézséget az okozza, hogy a Törökországban élő láz többség nem ismeri a grúz ábécét, amely az ő nyelvüknek is teljesen megfelel (a grúziai lázok alkalmazzák is). A törökországi láz közösségek azonban a török ábécéből kifejlesztettek egy saját ábécét, amely széles körben elfogadottá vált és ezzel írott publikációk is megjelentek. A nyelvészek ugyanakkor ettől függetlenül tudományos célokra kialakítottak egy másik láz ábécét a latin ábécé alapján, amelyben a mássalhangzók glottalizációját és palatalizációját pont, illetve hacsek jelöli. Tudományos publikációkban ez az ábécé is széleskörűen használt.[forrás?]

## Veszélyeztetett nyelv
Törökországban a lázok rendkívül gyorsan asszimilálódnak a török többséghez, ezért sokan a kihalás veszélyével szembenéző nyelvnek tartják a lázt, és az utóbbi években felerősödtek a láz kisebbség követelései, hogy a török állam tegyen lépéseket nyelvük védelme érdekében.[forrás?]
A lázok öntudatának használt, hogy 1997-ben Birol Topaloğlu Heyemo című lemeze (az első teljesen láz nyelven énekelt album), majd 2000-ben az Aravani című album nemzetközi ismertségre tett szert.
2004-ben Mehmet Bekâroğlu, az iszlám Boldogság Párt (Saadet Partisi) alelnöke arra szólította fel a török állami televíziót (Türkiye Radyo ve Televizyon Kurumu, TRT), hogy indítsanak anyanyelvén, a láz nyelven is adásokat. Ugyanebben az évben és ugyanezt kérve láz értelmiségiek egy csoportja petíciót intézett a TRT-hez és vezetőivel is találkozott. 2007-ig azonban semmilyen előrelépés nem történt az ügyben.[forrás?]

## Fordítás
- Ez a szócikk részben vagy egészben  a   Laz language című angol Wikipédia-szócikk fordításán alapul.  Az eredeti cikk szerkesztőit annak laptörténete sorolja fel. Ez a jelzés csupán a megfogalmazás eredetét és a szerzői jogokat jelzi, nem szolgál a cikkben szereplő információk forrásmegjelöléseként.

## Külső hivatkozások
Angol nyelven:
- Kolkhoba.org
- Lazebura.net – All About Laz and their language. (törökül) (angolul) (lázul)
- Láz-török szótár Archiválva 2000. október 18-i dátummal a Wayback Machine-ben
- Törökországi lázok
- Láz nyelvű minták több nyelvre fordítva